# Sepvigny
Sauvigny é uma comuna francesa na região administrativa de Grande Leste, no departamento de Meuse. Estende-se por uma área de km², com 82 habitantes, segundo os censos de 1999.